# إدي بو
إدي بو (بالإنجليزية: Eddie Bo)‏ هو عازف بيانو ومنتج أسطوانات ومغني أمريكي، ولد في 20 سبتمبر 1929 في نيو أورلينز في الولايات المتحدة، وتوفي في 18 مارس 2009 في بيكايون في الولايات المتحدة بسبب نوبة قلبية.

## وصلات خارجية
- الموقع الرسمي
- إدي بو على موقع ميوزك برينز (الإنجليزية)
- إدي بو على موقع أول ميوزيك (الإنجليزية)
- إدي بو على موقع أول ميوزيك (الإنجليزية)
- إدي بو على موقع ديسكوغز (الإنجليزية)